# Învățător (sens biblic)
Termenul învățător este folosit în traducerea românească a Bibliei pentru a-l desemna pe Iisus Hristos. Acesta este numit de ucenicii săi și de alte personaje biblice „Învățătorule”.
Așa îl numesc cărturarii:
„Chiar atunci a venit la El un cărturar și I-a zis: – Învățătorule, Te voi urma oriunde vei merge!”—Matei 8:19
„Învățătorule, Moise ne-a scris că dacă fratele cuiva moare fără să aibă copii și-i rămâne astfel doar soția, fratele acestuia trebuie să se căsătorească cu văduva și să-i ridice un urmaș fratelui său.”—Marcu 12:19
și apostolii:
„Isus i-a zis: – Simon, am ceva să-ți spun! – Spune, Învățătorule! a răspuns el.”—Luca 7:40
„Ioan I-a zis: – Învățătorule, noi am văzut pe cineva care scotea demoni în Numele Tău și l-am oprit, pentru că nu ne urma.”—Marcu 9:38